# Новая реальность (студия)
Сту́дия «Но́вая реа́льность» — творческое объединение художников-абстракционистов, ставшее во второй половине 1950‑1970‑х годов оплотом неформального искусства в СССР и просуществовавшее с 1950‑х до 2000‑х годов. Руководителем студии был художник Элий Белютин.
Студия зародилась как курсы повышения квалификации при Горкоме художников-графиков, но постепенно, после серии полуофициальных выставок в Доме учёных, Литературном институте, Таганской выставки, перерастает в художественное объединение. Студия привлекала интерес молодых художников, находившихся в поиске новых средств выражения и уставших от официального искусства соцреализма.
Термин «Новая реальность» был изобретён художниками Аристархом Лентуловым и Павлом Кузнецовым, учителями Элия Белютина. Под ним предполагался уход от механического воспроизведения окружающей действительности и обращение к реальности внутреннего мира человека.
Абстрактное искусство, начавшееся с работ Кандинского, не получило ожидаемого развития в России, и на протяжении почти 30 лет вообще было исключено из профессионального лексикона, но, несмотря на это, дало мощнейший толчок для этого направления на Западе. Работы Кандинского, Малевича, Ларионова, Лисицкого, Родченко являются иллюстрацией уникальных экспериментов художников с цветом, формой, пространством, но, что важнее всего, они стали живым откликом на изменившееся общественное самосознание, то есть реализовали главную цель искусства вообще. В свою очередь, Элий Белютин ещё с 1940-х годов задумывался о некоем творческом объединении, которое продолжило бы традицию активного творческого поиска, свойственного русским художникам начала века, но утраченного в последующие годы и искусственно замененного на консервативные принципы соцреализма.
Целью «Новой реальности» стояло создания именно актуального искусства, а как итог своей деятельности — организация Новой Академии. Это делает художников студии преемниками мастеров начала века не только с формально-стилистической точки зрения, но и с идейной.

## История студии

### От создания до Манежа
С 1954 года Элий Михайлович Белютин начал вести занятия по повышению квалификации среди художников при Горкоме художников книги и графики, в арендуемом ими помещении в Доме учителя на Б. Коммунистической улице. Здесь же 26 ноября 1962 года прошла так называемая «Таганская» выставка, вызвавшая большой интерес как внутри страны, так и за границей. На ней присутствовали американские тележурналисты и руководитель Союза художников Польши. Репортаж о выставке транслировался по европейским каналам, что само по себе стало беспрецедентным событием и означало, что в СССР разрешены не утверждённые сверху выставки неофициального, абстрактного искусства. Такое казалось невозможным до XX съезда КПСС, на котором подверглись критике репрессии и культ личности Сталина. Вслед за этим последовало приглашение художникам Студии принять участие в выставке в Манеже, приуроченной к 30-летию московского отделения Союза художников (МОСХ) и посвящённой русскому авангарду. На ней должны были выставляться работы таких старых мастеров как Роберт Фальк, Павел Кузнецов, а на втором этаже предлагали расположить картины молодых художников белютинской школы и примкнувших к ним независимых художников: скульптора Эрнста Неизвестного, художников Владимира Янкилевского, Юло Соостера. За день до открытия стало известно о том, что осмотреть выставку приедет Первый секретарь ЦК КПСС — Н. С. Хрущёв. Творчество абстракционистов встретило полное непонимание у первого лица государства. Хрущёв в резких выражениях раскритиковал работы художников, произнеся, в частности, знаменательную фразу: «Что касается искусства — я сталинист!», которая стала сигналом к ужесточению культурной политики партии. Вскоре после этого в прессе разворачивается кампания «по борьбе с формализмом и абстракционизмом» и имена художников «Новой реальности» были вычеркнуты из всех списков официальных выставок.

### Абрамцево
Однако художники студии не прекратили работу и творческие поиски. С 1964 года занятия и выставки, уже неофициально, регулярно проводили в подмосковном доме в Абрамцеве. «Абрамцевское братство» (как сами художники себя называли) стало плавильным котлом для формирования нового, актуального искусства. Художники, не имевшие собственных мастерских в Москве, могли приезжать туда работать и жить. После каждого сезона, продолжавшегося с мая по ноябрь, проводились отчётные выставки. Графика выставлялась внутри, а масштабные коллективные и персональные живописные полотна размещались на территории, прилегающей к дому.
Развитию потенциала молодых художников способствовали и круизы на «творческих пароходах». Всего такое путешествие совершалось три раза: в 1961, 1962 и 1964 годах.
В 1962 году на пароходе «Мечников» присутствовали 250 художников. С 2 по 21 июня пароход проделал маршрут от Мышкина, Плеса и Волгограда и через Казань и Кострому вернулся обратно в Москву. Участница путешествия, художница Тамара Тер-Гевондян так описывает свои ощущения по возвращении домой после путешествия: «Мы поняли, наконец, что мы свободные люди и что наше достоинство — творить ту правду, которая возникает внутри нас и которая — мы не сомневались — так нужна нашим современникам».
В 1969 году выставку, организованную в мастерской Люциана Грибкова, участника студии «Новая реальность», совместно с Владиславом Зубаревым, разогнала милиция, а позже помещение мастерской вообще отняли у художника.
С 1978 года из «Новой реальности» выделяется дружественная художественная группа «Темпоральная реальность», базирующаяся на учении Владислава Зубарева о Времени в живописи.

### Зарубежные выставки
С конца 1980-х годов, с некоторым смягчением культурной политики, «Новая реальность» начала выставляться более активно, в России и за рубежом. Студия в полном составе отправилась в Лондон, Париж, Варшаву, на АРТ-Международную ярмарку во Франкфурте-на-Майне. Серия выставок прошла в городах США.
Коллекции работ художников «Новой реальности» хранятся в собраниях Государственной Третьяковской галерее в Москве, Зиммерли-арт музея в Нью-Йорке, в Калининградском
музее и в Орловском музее изобразительных искусств.

## Художники студии
- Элий Белютин
- Вера Преображенская (в студии 1958—2010, участник Таганской и Манежной выставок, 1962)
- Владислав Зубарев (в студии 1960—1979)
- Люциан Грибков (в студии 1956—1970, участник Таганской и Манежной выставок, 1962)
- Александр Крюков (в студии 1964—1995)
- Анатолий Сафохин (в студии 1960—1967, участник Таганской и Манежной выставок, 1962)
- Валентин Окороков (в студии 1958—1972, участник Таганской и Манежной выставок, 1962)
- Тамара Тер-Гевондян (в студии 1958—2000, участник Таганской и Манежной выставок, 1962)
- Юлия Мустерман (в студии 1987—2010)

- Марина Зайцева (в студии 1975—1995)
- Анатолий Строчилин (в студии 1967—2010)
- Елена Радкевич (в студии 1958—2000)
- Светлана Некрасова (в студии 1957—1995)
- Алексей Колли (в студии 1958—1962, участник Таганской и Манежной выставок, 1962)
- Виктор Булдаков (в студии 1965—2010)
- Мая Филиппова (в студии 1958—2006)
- Гаяна Каждан (в студии 1958—1962, участник Таганской выставки, 1962)
- Виктор Гершман (в студии 1966—1981)
- Александр Панкин (в студии 1964—1985)
- Евгений Гор (в студии 1976—1987)
- Надежда Александрова (в студии 1977—2010)
- Марина Зенчева (в студии 1975—2010)
- Николай Левченко (в студии 1983—2000)
- Юрий Скопов (в студии 1974—1995)
- Владимир Кузьмин (в студии 1974—1987)
- Татьяна Столярова (в студии 1975—2010)
- Лидия Кириллова (в студии 1961—2010)
- Татьяна Нефёдова (в студии 1978—2010)
- Инна Шмелёва (в студии 1958—2010, участник Таганской и Манежной выставок, 1962)
- Инесса Рябинина (в студии 1961—2010)
- Борис Миронов (в студии 1968—1985)
- Анна Лаврова (в студии 1959—2000)
- Наталья Левянт (в студии 1958—2006, участник Таганской и Манежной выставок, 1962)
- Ольга Немчинова (в студии 1960—1999, участник Таганской выставки, 1962)
- Алексей Кулиев (в студии 1962—1991)
- Людмила Кулиева (в студии 1962—1991)
- Рая Голышко (в студии 1966—1980)
- Владимир Грищенко (в студии 1960—1976, участник Таганской и Манежной выставок, 1962)
- Владимир Сомов (в студии 1964—1975)
- Николай Ельшевский (в студии 1968—1974)
- Людмила Дицкая (в студии 1958—1970, участник Таганской и Манежной выставок, 1962)
- Леонид Рабичев (в студии 1958—1962, участник Таганской и Манежной выставок, 1962)
- Николай Воробьёв (в студии 1958—1964, участник Таганской и Манежной выставок, 1962)
- Леонид Мечников (в студии 1958—1965, участник Таганской и Манежной выставок, 1962)
- Николай Крылов (в студии 1958—1962, участник Таганской и Манежной выставок, 1962)
- Дмитрий Громан (в студии 1958—1962, участник Таганской и Манежной выставок, 1962)
- Борис Жутовский (в студии 1958—1962, участник Таганской и Манежной выставок, 1962)
- Владимир Галацкий (в студии 1958—1962, участник Таганской и Манежной выставок, 1962)
- Владимир Шорц (в студии 1958—1963, участник Таганской и Манежной выставок, 1962)
- Алексей Россаль (в студии 1958—2000, участник Таганской и Манежной выставок, 1962)
- Геда Яновская (в студии 1958—1963, участник Таганской и Манежной выставок, 1962)
- Андрей Голицын (в студии 1958—1962, участник Таганской и Манежной выставок, 1962)
- Игорь Снегур (в студии 1958—1962, участник Таганской и Манежной выставок, 1962)
- Татьяна Мязина (в студии 1960—1978, участник Таганской и Манежной выставок, 1962)

Абрамцевские выставки 1964, 1966, 1967, 1968, 1669, 1970 годов:
- 1958: выставка в ЦПКиО им. Горького;
- 1961: выставка в кафе «Молодёжное»;
- 1962: выставка в Литературном музее;
- 1962, март: вернисаж в центральном доме литераторов;
- 1962, апрель: выставка в центральном доме кино;
- 1962: выставка одной из групп студии Белютина после поездки на пароходе «Мечников»;
- 1962, ноябрь: выставка в Доме учёных;
- 1962, ноябрь: Таганская выставка;
- 1962, декабрь: выставка в Манеже;
- 1989, февраль-март: выставка в «Беркли-свер-галери» (Лондон, Англия);
- 1989, апрель-май: выставка в «господин профессор Берецки» (Венгрия);
- 1989, июнь: выставка в «Палэ де Конгресс» (Париж, Франция);
- 1989, июль-август: выставка в государственной художественной галерее Калининграда (СССР). Полный состав. Начиная с этого времени, постоянная экспозиция «Новой реальности»;
- 1990, февраль: выставка в галерее современного искусства Центрального бюро художественных выставок (Варшава, Польша);
- 1990, осень: выставка в галерее современного искусства города Лодзь (Польша). Полный состав;
- 1990, декабрь: выставка в ЦВЗ «Манеж» Москвы (СССР). Ретроспективная выставка «От Манежа до Манежа». Полный состав;
- 1991, май-сентябрь: выставка в институте искусств Э. Блюм (Нью-Йорк, США). Полный состав;
- 1991, май: персональная выставка Белютина в городке Вудсток (штат Нью-Йорк, США). Национальная ассоциация американских художников «Вудсток»;
- 1991, декабрь: выставка на международной художественной ярмарке «Арт» в городе Франкфурт-на-Майне (Германия);
- 1992, январь-март: выставка в музее искусств «Роза» брандейского университета (Бостон, США). Полный состав;
- 1992, август: персональная выставка Э. Белютина в галерее «Левинсон-Кан» (Бостон, США);
- 1992, декабрь: персональная выставка Э. Белютина в городе Беллуно (Италия). Палаццо Крепадона. Администрация округа Венеция и городской художественный музей;
- 1993, февраль: персональная выставка Э. Белютина в городе Бергамо (Италия); Палаццо деи Арти;
- 1993, март: персональная выставка Э. Белютина в городе Верона (Италия). Кортиле Меркатто Векиио. Ассоциация изящных искусств и Ассоциация культуры Вероны;
- 1993, весна: выставка в государственном музее Литвы, город Вильнюс. «Новая реальность». Полный состав;
- 1993, август: выставка в галерее города Таллин (Эстония). Полный состав;
- 1994: вставка в здании «Польского культурного центра» Москвы (Россия). Полный состав «Новой реальности»;
- 1994: выставка «Новой реальности» в «Галерее на Солянке». «Экспрессия цвета, динамика формы». Без Э. Белютина. Булдаков, Левченко, Зайцева, Левянт, Скопов, Филиппова, Тер-Гевондян, Преображенская, Строчилин, Столярова, Рябинина, Некрасова, Немчинова, Лаврова, Мустерман, Александрова, Кириллова;
- 1994, август — выставка в галерее национального искусства Люксембурга. Полный состав;
- 1994, декабрь — выставка на международной художественной ярмарке «Арт» в городе Франкфурт-на-Майне (Германия). Полный состав;
- 1994, весна: выставка в национальном художественном музее Кипра. Полный состав;
- 1996, июль-сентябрь: выставка в музее «Зимердли» (штат Вашингтон, США). Полный состав;
- 1997: выставка в музее «Зиммерли» (штат Вашингтон, США). «Новая реальность» в постоянной экспозиции. Полный состав;
- 1997, лето: выставка в честь открытия музея «Новая реальность» (Абрамцево, Россия). Полный состав;
- 1998, июль-сентябрь: выставка в государственном музее «Новый Иерусалим» (Москва, Россия). Полный состав;
- 1998, ноябрь-декабрь: выставка в музее изобразительных искусств города Орёл (Россия). Полный состав.